# Liste des îles du Portugal
Voici une liste des îles appartenant au Portugal.

## Par zone géographique

### Archipels de l'océan Atlantique

#### Açores

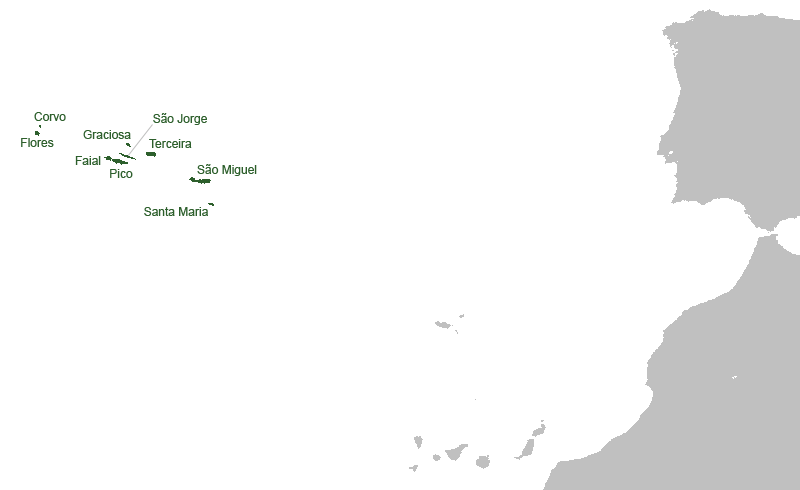
Localisation des Açores

Les Açores forment un archipel situé au milieu de l'océan Atlantique.
- Principales îles :
  - Corvo
  - Faial
  - Flores
  - Graciosa
  - Pico
  - Santa Maria
  - São Jorge
  - São Miguel
  - Terceira

- Îlots :
  - Alagado
  - Baixo
  - Baleia
  - Cabras
  - Formigas
  - Fradinhos
  - Madalena
  - Maria Vaz
  - Monchique
  - Mosteiros
  - Praia
  - Rosais
  - Rosto de Cão
  - Topo
  - Vila do Porto
  - Vila Franca

#### Madère

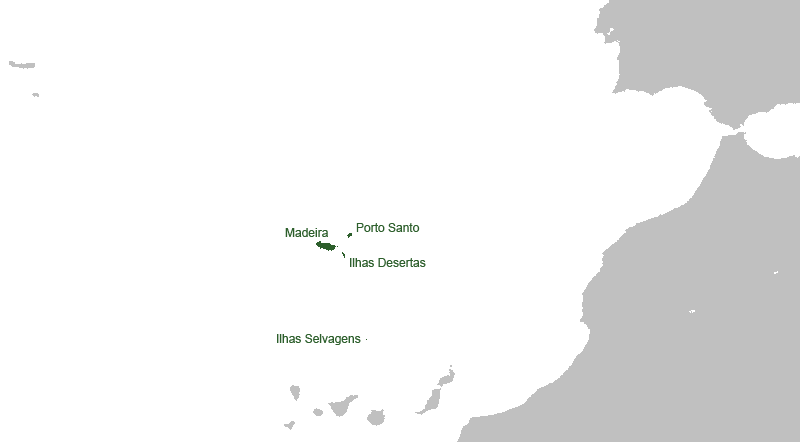
Localisation de l'archipel de Madère

La région autonome de Madère comprend plusieurs îles et archipels situés au large de l'Afrique, dans l'océan Atlantique.
- Madère, île principale de l'archipel
  - Îlots de Madère :
    - Îlot Mole
    - Îlot de Farol
    - Îlot de Lido
    - Îlot de São Jorge
    - Îlot Comprido
- Porto Santo et  îlots proches :
  - Îlot de Cal
  - Îlot de Cenouras
  - Îlot de Cima
  - Îlot de Fora
  - Îlot de Ferro
  - Îlot de Fonte da Areia

- Îles Desertas :
  - Île de Bugio
  - Îlot Chão
  - Deserta Grande

- Archipel des îles Selvagens :
  - Selvagem Grande
  - Selvagem Pequena
  - Îlots :
    - Îlot de Fora
    - Palheiro da Terra
    - Palheiro do Mar
    - Îlot Sinho
    - Îlots de Norte
    - Îlot Redondo
    - Îlot Comprido
    - Îlot Alto
    - Îlot Pequeno
    - Îlot de Sul
    - Îlot Grande

### Littoral européen

#### Alentejo
- Pessegueiro

#### Algarve
- Armona
- Barreta
- Culatra
- Faro
- Tavira

#### Estremadura
- Baleal
- Archipel des Berlengas :
  - Berlenga Grande
  - Îles Estelas
  - Grande Farilhão
  - Cerro da Velha
- Pombas
- Rato

#### Norte
- Amores
- Boega
- Ínsua
- Ermal

#### Ribatejo
- Almourol